# 청구권대위
청구권대위 혹은 제3자에 대한 보험자대위란 보험금을 지급한 보험자가 보험사고를 유발한 제3자에 대한 보험계약자 또는 피보험자의 권리를 취득하는 것을 말한다. 이는 대한민국 상법 제682조에 규정되어 있다. 청구권대위는 손해보험에 있는 제도이지 생명보험이나 상해보험과 같은 인보험에는 원칙적으로 인정되지 않는다. 다만 일정요건을 갖춘 경우 상해보험에 대해서도 청구권대위를 인정한다.

## 요건
1. 손해가 제3자의 행위로 인하여 발생하였어야 한다.
2. 보험자가 피보험자에게 보험금액을 지급하였어야 한다.
3. 보험자가 대위취득할 피보험자의 제3자에 대한 권리가 있어야 한다.

## 판례
보험자대위에 관한 상법 제682조의 규정을 둔 이유는 피보험자가 보험자로부터 보험금액을 지급받은 후에도 제3자에 대한 청구권을 보유, 행사하게 하는 것은 피보험자에게 손해의 전보를 넘어서 오히려 이득을 주는 결과가 되어 손해보험제도의 원칙에 반하고 배상의무자인 제3자가 피보험자의 보험금 수령으로 인하여 그 책임을 면하는 것도 불합리하므로 이를 제거하여 보험자에게 그 이익을 귀속시키려는 데 있고 이와 같은 보험자대위의 규정은 타인을 위한 손해보험계약에도 그 적용이 있다.